# 阿尔纳 (姓)
阿尔纳，是主要使用于爱沙尼亚和芬兰的爱沙尼亚语及芬兰语姓。以下知名人物使用此姓：
- 西格尼·阿尔纳（1990年10月4日－），芬兰足球运动员。